# Josep Maria Martín Saurí
Josep Maria Martín Saurí   (Barcelona, 1949) és un dibuixant de còmics català. Fou guardonat amb el Gran Premi del Saló del 35è Saló Internacional del Còmic de Barcelona (2017) en reconeixement de la seva llarga trajectòria en el món de la historieta.

## Biografia
Josep Maria Martín Saurí és un autor amb més obra publicada a l'estranger que a Espanya. El 1973 va publicar un còmic de vuit pàgines a la revista Pulgarcito (Editorial Bruguera), fet que es considera com el punt d'inflexió que va impulsar la seva carrera internacional. Va passar seguidament a publicar a l'estranger, dedicant-se alhora a gèneres tan diversos com el terror, el romàntic o les biografies. Les seves obres foren sobretot publicades per editorials europees i americanes. Durant els anys 1980 va col·laborar amb la revista Interviú i va reiniciar la seva col·laboració amb Bruguera, il·lustrant les biografies d'Alexandre el Gran i Shakespeare. Paral·lelament, va diversificar la seva carrera treballant en els dibuixos animats, el cinema, la televisió i la publicitat.
El 1981 va veure la llum La Odisea, un còmic publicat per entregues a la popular revista nord-americana Heavy Metal. Posteriorment, l'obra també fou editada a Comix International de Toutain. Amb guió de Francisco Pérez Navarro i dibuix de Martín Saurí, La Odisea és una adaptació del poema d'Homer i està influenciat per il·lustradors com Esteban Maroto, Alberto Breccia o Fernando Fernández.
Els anys 1980 va iniciar una fructífera col·laboració amb el guionista Enrique Sánchez Abulí, que es va estrenar amb la publicació del còmic eròtic La mariposa i la llama (1984). Va treballar sobretot per editorials espanyoles (RBA), italianes (ACME) i franceses.
El 2007 Norma va reeditar La Odisea, una de les obres més conegudes de Martín Saurí.

## Premis
- 2017 - Gran Premi del Saló de Barcelona, pel conjunt de la seva carrera.[5]